# Liste der Biografien/Fuj
Liste der Biografien |
Portal Biografien |
Personensuche
# |
A |
B |
C |
D |
E |
F |
G |
H |
I |
J |
K |
L |
M |
N |
O |
P |
Q |
R |
S |
T |
U |
V |
W |
X |
Y |
Z |
?
 
Fa |
Fe |
Ff |
Fh |
Fi |
Fj |
Fk |
Fl |
Fm |
Fn |
Fo |
Fr |
Ft |
Fu |
Fy
 
Fua |
Fub |
Fuc |
Fud |
Fue |
Fuf |
Fug |
Fuh |
Fui |
Fuj |
Fuk |
Ful |
Fum |
Fun |
Fuo |
Fuq |
Fur |
Fus |
Fut |
Fuw |
Fux |
Fuy |
Fuz
Die Liste der Biografien führt alle Personen auf, die in der deutschsprachigen Wikipedia einen Artikel haben. Dieses ist eine Teilliste mit 292 Einträgen von Personen, deren Namen mit den Buchstaben „Fuj“ beginnt.

## Fuj

### Fuji
- Fuji, Naoya (* 1993), japanischer Fußballspieler
- Fuji, Sumiko (* 1945), japanische Filmschauspielerin
- Fuji, Takako (* 1972), japanische Schauspielerin
- Fuji, Takeshi (* 1940), US-amerikanischer Boxer, Weltmeister im Halbweltergewicht
- Fuji, Tatsuya (* 1941), japanischer Schauspieler
- Fuji, Yūki (* 1981), japanischer Fußballspieler

#### Fujib
- Fujibayashi, Hidemaro (* 1972), japanischer Spieleentwickler
- Fujibayashi, Hiroya (* 2001), japanischer Fußballspieler

#### Fujie
- Fujie, Keisuke (1885–1969), General der kaiserlich japanischen Armee
- Fujieda, Shizuo (1907–1993), japanischer Schriftsteller

#### Fujig
- Fujigaya, Yōsuke (* 1981), japanischer Fußballspieler
- Fujiguchi, Mitsunori (* 1949), japanischer Fußballspieler

#### Fujih
- Fujihara, Tsutomu (* 1980), japanischer Fußballspieler
- Fujihara, Yūta (* 1999), japanischer Fußballspieler
- Fujiharu, Hiroki (* 1988), japanischer Fußballspieler

#### Fujii
- Fujii Kōichi (1858–1926), japanischer Seeoffizier, Admiral der Kaiserlich-Japanischen Marine
- Fujii, Daisuke (* 1986), japanischer Fußballspieler
- Fujii, Eiichi, japanischer Jazzmusiker
- Fujii, Futao (* 1953), japanischer Bildhauer, der in Niederösterreich lebt und arbeitet
- Fujii, Haruka, japanische Perkussionistin und Marimbaspielerin
- Fujii, Haruya (* 2000), japanischer Fußballspieler
- Fujii, Heigo (1906–1980), japanischer Unternehmer und Politiker
- Fujii, Hirohisa (1932–2022), japanischer Politiker
- Fujii, Hiroko (* 1982), japanische Tischtennisspielerin
- Fujii, Hiroshi, japanischer Astronom und Asteroidenentdecker
- Fujii, Kaito (* 2003), japanischer Fußballspieler
- Fujii, Kaze (* 1997), japanischer Pop-MusikerKaze Fujii (* 1997)

Kaze Fujii (* 1997)

- Fujii, Kazushi (* 2001), japanischer Fußballspieler
- Fujii, Kenjirō (1866–1952), japanischer Botaniker und Zellforscher
- Fujii, Kōdai (* 1991), japanischer Fußballspieler
- Fujii, Kokoro (* 1992), japanischer Sportkletterer
- Fujii, Koya (* 2001), japanischer Fußballspieler
- Fujii, Megumi (* 1974), japanische Mixed-Martial-Arts-Kämpferin
- Fujii, Mihona (* 1974), japanische Mangaka
- Fujii, Mitsuo, japanischer Badmintonspieler
- Fujii, Mizuki (* 1988), japanische Badmintonspielerin
- Fujii, Mutsuko, japanische Musikpädagogin, Marimbaspielerin und Perkussionistin
- Fujii, Nanako (* 1999), japanische Geherin
- Fujii, Naonobu (1992–2023), japanischer Volleyballspieler
- Fujii, Nobuo, japanischer Jazzmusiker
- Fujii, Raika (* 1974), japanische Synchronschwimmerin
- Fujii, Reitarō (1913–1980), japanischer Maler im Yōga-Stil
- Fujii, Rika, japanische Perkussionistin
- Fujii, Sadayasu, japanischer Jazzmusiker
- Fujii, Satoko (* 1958), japanische Jazzpianistin
- Fujii, Shōzō (* 1950), japanischer Judoka
- Fujii, Sōta (* 2002), japanischer Shōgispieler
- Fujii, Takashi (* 1986), japanischer Fußballspieler
- Fujii, Takayuki (* 1993), japanischer Fußballspieler
- Fujii, Tetsuya (* 1960), japanischer Amateurastronom
- Fujii, Tomonobu (* 1980), japanischer Autorennfahrer
- Fujii, Tomoya (* 1998), japanischer Fußballspieler
- Fujii, Yōta (* 2006), japanischer Fußballspieler
- Fujii, Yūta (* 1991), japanischer Fußballspieler
- Fujiie, Keiko (* 1963), japanische Komponistin

#### Fujik
- Fujika, Kōji (1933–2011), japanischer Jazzmusiker
- Fujikage, Seiju (1880–1966), japanische Tänzerin
- Fujikake, Hiro (* 1949), japanischer Komponist
- Fujikawa, Chiai (* 1995), japanische Sängerin
- Fujikawa, Hisataka (* 1964), japanischer Fußballspieler
- Fujikawa, Kazuo (* 1942), japanischer Physiker
- Fujikawa, Kōji (* 1978), japanischer Fußballspieler
- Fujikawa, Kotarō (* 1998), japanischer Fußballspieler
- Fujikawa, Shigehisa, japanischer Astronom
- Fujikawa, Tadd (* 1991), US-amerikanischer Golfer
- Fujikawa, Takayuki (1962–2018), japanischer Fußballspieler
- Fujikawa, Yoshiaki (* 1948), japanischer Jazzmusiker
- Fujikawa, Yū (1865–1940), japanischer Mediziner und Medizinhistoriker
- Fujikawa, Yūji (* 1987), japanischer Fußballspieler
- Fujikawa, Yūzō (1883–1935), japanischer Bildhauer
- Fujiki, Yu (1931–2005), japanischer Schauspieler
- Fujikura, Dai (* 1977), japanischer Komponist

#### Fujim
- Fujima, Kanjūrō VI. (1900–1990), japanischer Kabuki-Schauspieler und Choreograf
- Fujimaki, Shōgo (* 1989), japanischer Fußballspieler
- Fujimaki, Yoshio (* 1911), japanischer Holzschnittkünstler im Sōsaku-hanga-Stil
- Fujimaki, Yukio (1960–2014), japanischer Unternehmer und Politiker und Abgeordneter
- Fujimaru, Michiyo (* 1979), japanische Synchronschwimmerin
- Fujimitsu, Kenji (* 1986), japanischer Sprinter
- Fujimori, Alberto (1938–2024), peruanischer Politiker und Präsident Perus (1990–2000)Alberto Fujimori (1938–2024)

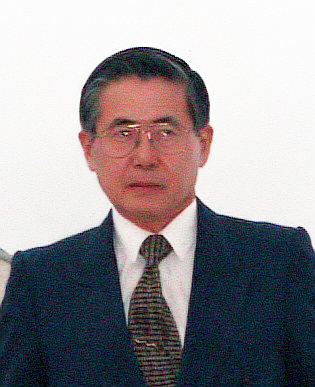
Alberto Fujimori (1938–2024)

- Fujimori, Keiko (* 1975), peruanische Politikerin
- Fujimori, Ryōji (* 1997), japanischer Fußballspieler
- Fujimori, Seikichi (1892–1977), japanischer Schriftsteller und Dramaturg von proletarischer Literatur und später historischen Romanen
- Fujimori, Shizuo (1891–1943), japanischer Holzschnitt-Künstler
- Fujimori, Terunobu (* 1946), japanischer Architekt und Architekturtheoretiker
- Fujimori, Yoshifumi (* 1958), japanischer Hürdenläufer
- Fujimori, Yuka (* 1986), japanische Snowboarderin
- Fujimoto, Chikara (* 1977), japanischer Fußballspieler
- Fujimoto, Dai (* 1990), japanischer Fußballspieler
- Fujimoto, Hiroshi (1933–1996), japanischer Mangaka, Teil des Künstlerduos Fujiko Fujio
- Fujimoto, James G. (* 1957), US-amerikanischer Elektroingenieur
- Fujimoto, Josemari (* 1975), japanischer Badmintonspieler
- Fujimoto, Jungo (* 1984), japanischer Fußballspieler
- Fujimoto, Kan’ya (* 1999), japanischer Fußballspieler
- Fujimoto, Kazuki (* 1998), japanischer Fußballspieler
- Fujimoto, Kenji (* 1947), japanischer Koch
- Fujimoto, Kōta (* 1986), japanischer Fußballspieler
- Fujimoto, Kyōtarō (* 1988), japanischer Boxer
- Fujimoto, Miki (* 1985), japanisches Idol
- Fujimoto, Noriaki (* 1989), japanischer Fußballspieler
- Fujimoto, Shūji (* 1988), japanischer Fußballspieler
- Fujimoto, Shun (* 1950), japanischer Kunstturner
- Fujimoto, Sou (* 1971), japanischer Architekt und HochschullehrerSou Fujimoto (* 1971)

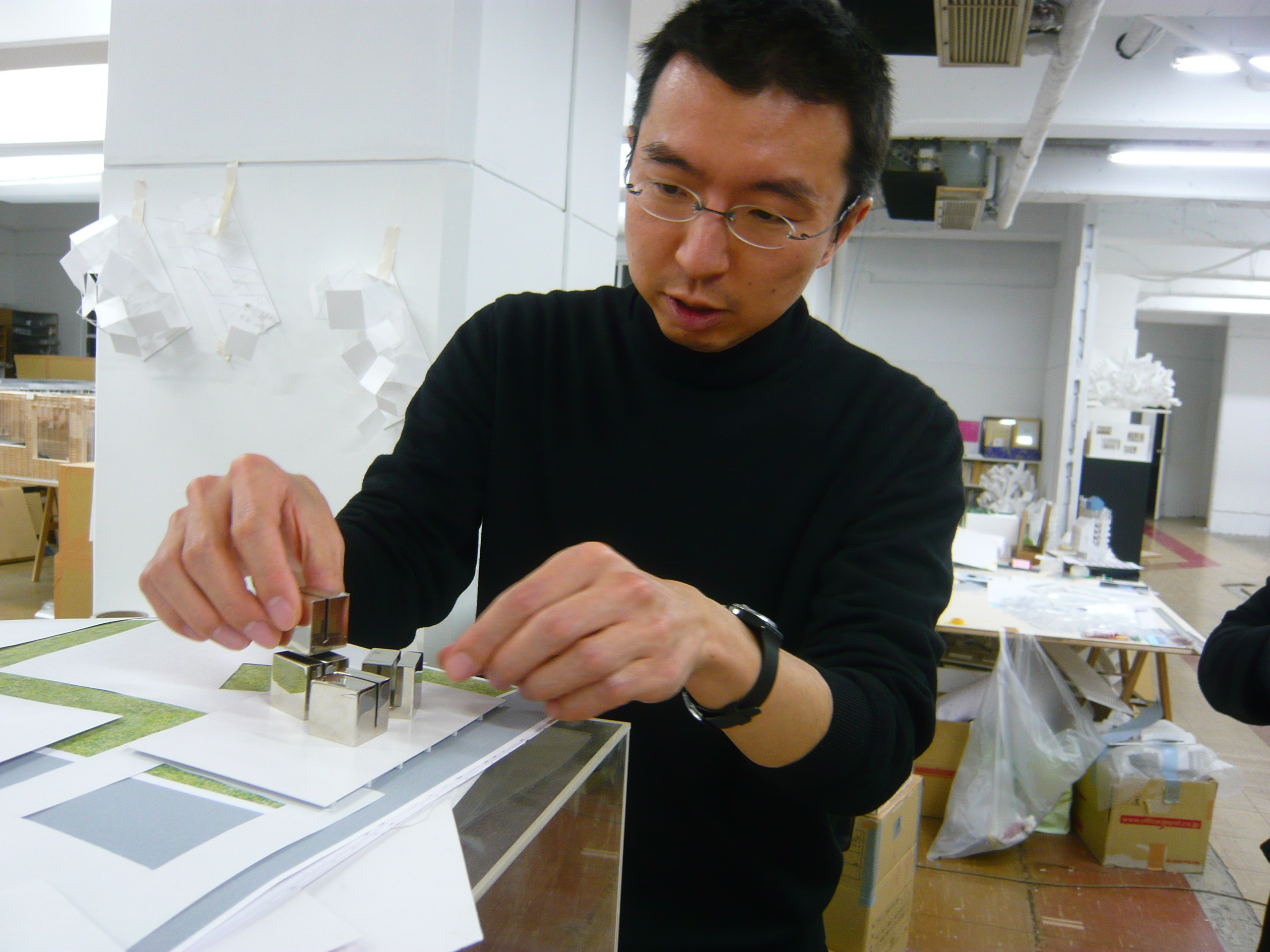
Sou Fujimoto (* 1971)

- Fujimoto, Tak (* 1939), US-amerikanischer Kameramann
- Fujimoto, Takahiro (* 1985), japanischer Shorttracker
- Fujimoto, Tatsuki (* 1993), japanischer Mangaka
- Fujimoto, Teruumi (* 1982), japanischer Snowboarder
- Fujimoto, Tesseki (1816–1863), japanischer Maler
- Fujimoto, Yōko, japanische Badmintonspielerin
- Fujimoto, Yoshiki (* 1994), japanischer Fußballspieler
- Fujimura, Keita (* 1993), japanischer Fußballspieler
- Fujimura, Mihoko (* 1966), japanische Opernsängerin (Dramatischer Sopran/Mezzosopran)
- Fujimura, Misao (1886–1903), japanischer Selbstmörder und Autor eines Abschiedsgedichtes
- Fujimura, Nobuko (* 1965), japanische Marathonläuferin
- Fujimura, Osamu (* 1949), japanischer Politiker
- Fujimura, Ren (* 1999), japanischer Fußballspieler
- Fujimura, Shin’ichi (* 1950), japanischer Amateurarchäologe und Befundfälscher archäologischer Artefakte
- Fujimura, Shoko (* 1987), japanische Eisschnellläuferin
- Fujimura, Tomomi (* 1978), japanische Fußballspielerin

#### Fujin
- Fujinaga, Yoshiko (* 1981), japanische Langstreckenläuferin
- Fujinami, Akari (* 2003), japanische Ringerin und Olympiasiegerin
- Fujinami, Tatsumi (* 1953), japanischer WrestlerTatsumi Fujinami (* 1953)

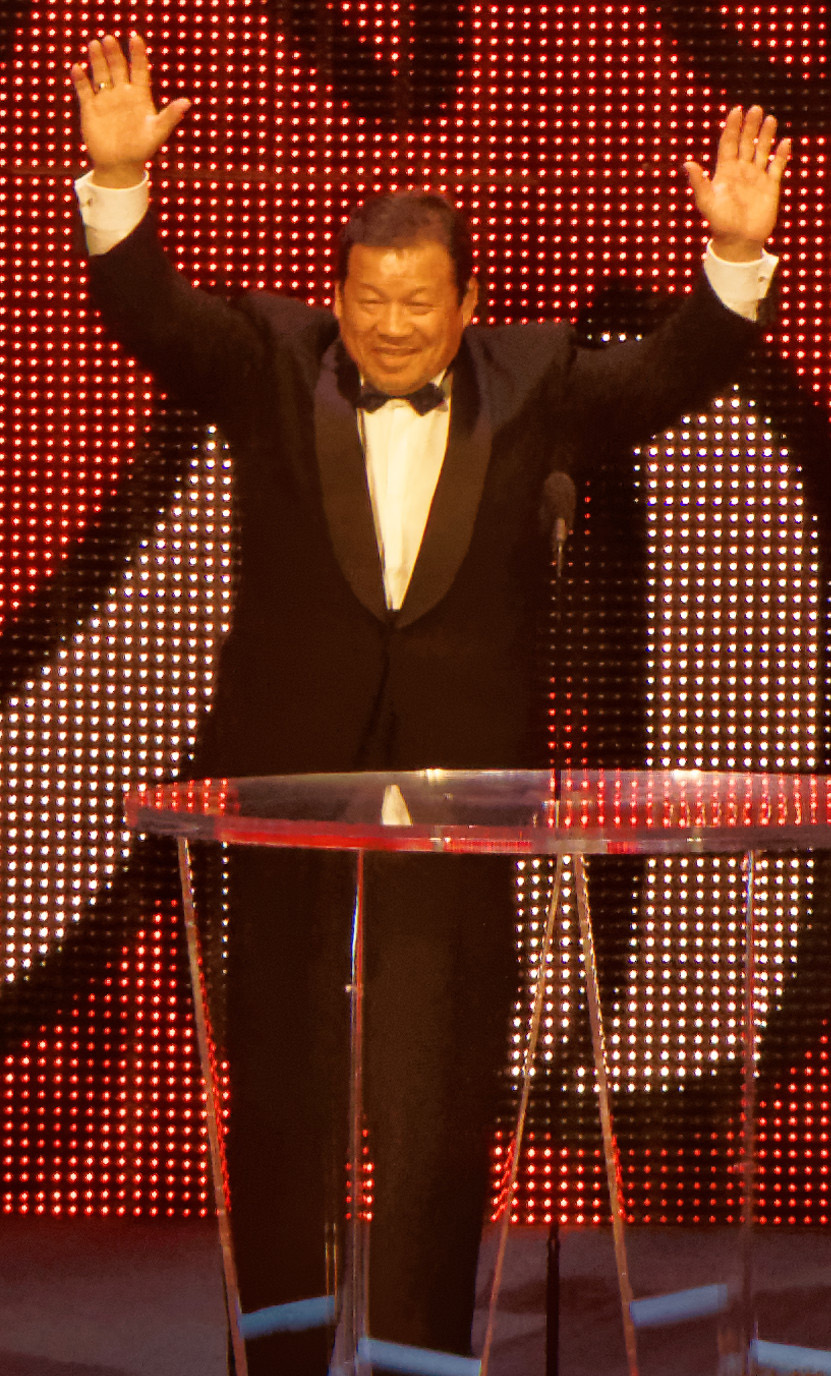
Tatsumi Fujinami (* 1953)

- Fujino, Aoba (* 2004), japanische Fußballspielerin
- Fujino, Carol Lynn, kanadische Geigerin
- Fujino, Chūjirō (1901–1985), japanischer Geschäftsmann
- Fujino, Junichi (* 1972), japanischer Elektroingenieur
- Fujino, Kosumo (* 2005), japanischer Fußballspieler
- Fujino, Moyamu (* 1982), japanische Mangaka
- Fujino, Tsunesaburō (1907–1992), japanischer Mediziner und Bakteriologe
- Fujinuma, Takumu (* 1997), japanischer Fußballspieler
- Fujinuma, Tsuguoki, japanischer Wirtschaftsprüfer

#### Fujio
- Fujio, Masayuki (1917–2006), japanischer Politiker
- Fujio, Shōta (* 2001), japanischer Fußballspieler
- Fujioka, John (1925–2018), US-amerikanischer Schauspieler
- Fujioka, Kōsuke (* 1994), japanischer Fußballspieler
- Fujioka, Nozomi (* 1993), japanische Tennisspielerin
- Fujioka, Sakutarō (1870–1910), japanischer Literaturwissenschaftler

#### Fujis
- Fujisaki, Ichirō (* 1947), japanischer Diplomat
- Fujisaki, Masato (1914–2006), japanischer Diplomat
- Fujisaki, Nao (* 2002), japanischer Schauspieler
- Fujisaki, Ryū (* 1971), japanischer Mangaka und Illustrator
- Fujisaki, Shōta (* 1994), japanischer Fußballspieler
- Fujisaki, Tomoki (* 1994), japanischer Fußballspieler
- Fujisaki, Yoshitaka (* 1975), japanischer Fußballspieler
- Fujisawa, Ikunosuke (1859–1940), japanischer Politiker, Minister und Präsident des Shūgiin
- Fujisawa, Noritaka (* 1988), japanischer Fußballspieler
- Fujisawa, Rikitarō (1861–1933), japanischer Mathematiker
- Fujisawa, Ryōichi (* 1927), japanischer nordischer Skisportler
- Fujisawa, Satsuki (* 1991), japanische Curlerin
- Fujisawa, Shizuki, japanische Mangaka
- Fujisawa, Shū (* 1959), japanischer Schriftsteller
- Fujisawa, Shūhei (1927–1997), japanischer Schriftsteller
- Fujisawa, Takashi (* 1943), japanischer Skispringer und Nordischer Kombinierer
- Fujisawa, Takeo (1904–1989), japanischer Schriftsteller
- Fujisawa, Tōru (* 1967), japanischer Manga-Zeichner
- Fujishima, Akira (* 1942), japanischer Chemiker
- Fujishima, Eisuke (* 1992), japanischer Fußballspieler
- Fujishima, Hikaru (* 1989), japanischer Fußballspieler
- Fujishima, Kōsuke (* 1964), japanischer Mangaka
- Fujishima, Nobuo (* 1950), japanischer Fußballspieler
- Fujishima, Takeji (1867–1943), japanischer Maler
- Fujishiro, Nobuyo (* 1960), japanischer Fußballspieler
- Fujishiro, Seiji (* 1924), japanischer Schattenbildkünstler
- Fujishiro, Shige (* 1976), japanischer bildender, Performance- und Foto-Künstler
- Fujishiro, Shota (* 1998), japanischer Fußballspieler

#### Fujit
- Fujita, Asuka (* 1996), japanische Handballspielerin
- Fujita, Atsushi (* 1976), japanischer Langstreckenläufer
- Fujita, Denzaburō (1841–1912), japanischer Unternehmer
- Fujita, Edmundo Sussumu (1950–2016), brasilianischer Diplomat
- Fujita, Ibuki (* 1991), japanischer Fußballspieler
- Fujita, Itto (* 1999), japanischer Fußballspieler
- Fujita, Joel Chima (* 2002), japanischer Fußballspieler
- Fujita, Kazuki (* 2001), japanischer Fußballspieler
- Fujita, Kazuumi (* 1990), japanischer Snowboarder
- Fujita, Ken (* 1979), japanischer Fußballspieler
- Fujita, Kōhei (* 1989), japanischer Fußballspieler
- Fujita, Kyōhei (1921–2004), japanischer Kunsthandwerker
- Fujita, Makoto (* 1957), japanischer Chemiker und Ingenieur
- Fujita, Masaaki, japanischer Jazzmusiker
- Fujita, Masahisa (* 1943), japanischer Wirtschaftswissenschaftler und Stadtplaner
- Fujita, Masato (* 1986), japanischer Fußballspieler
- Fujita, Naohiro (* 1948), japanischer Autorennfahrer
- Fujita, Naoyuki (* 1987), japanischer Fußballspieler
- Fujita, Nozomi (* 1992), japanische Fußballspielerin
- Fujita, Ryūji (1907–1965), japanischer Maler
- Fujita, S. Neil (1921–2010), US-amerikanischer Grafikdesigner
- Fujita, Sachiko (* 1968), japanische Beachvolleyball- und Volleyballspielerin
- Fujita, Saki (* 1984), japanische Synchronsprecherin
- Fujita, Seiya (* 1987), japanischer Fußballspieler
- Fujita, Shin’ichi (* 1973), japanischer Fußballspieler
- Fujita, Shinnosuke (* 2000), japanischer Skispringer
- Fujita, Taisei (* 1982), japanischer Fußballspieler
- Fujita, Tetsuya Theodore (1920–1998), japanischer Sturmforscher
- Fujita, Tokiyasu (* 1940), japanischer Rechtswissenschaftler
- Fujita, Tōko (1806–1866), japanischer Beamter und Gelehrter
- Fujita, Toshiya (* 1971), japanischer Fußballspieler
- Fujita, Yoshiaki (* 1983), japanischer Fußballspieler
- Fujita, Yoshihito (* 1983), japanischer Fußballspieler
- Fujita, Yoshika (1929–1999), japanischer Maler im Yōga-Stil
- Fujita, Yoshimasa (* 1979), japanischer Fußballspieler
- Fujita, Yoshinaga (1950–2020), japanischer Schriftsteller
- Fujita, Yoshio (1908–2013), japanischer Astronom
- Fujita, Yukihisa (* 1950), japanischer Politiker
- Fujita, Yūkoku (1774–1826), japanischer Gelehrter
- Fujita, Yūto (* 1999), japanischer Fußballspieler
- Fujita, Yūzan (1949–2015), japanischer Politiker
- Fujitake, Tsuyoshi (* 1998), japanischer Fußballspieler
- Fujitani, Mitsue (1768–1824), japanischer Waka-Poet und Kokugaku-Anhänger
- Fujitani, Nariakira (1738–1779), japanischer Sprachforscher
- Fujitani, Sō (* 1997), japanischer Fußballspieler
- Fujitani, Takumi (* 1995), japanischer Fußballspieler

#### Fujiw
- Fujiwara no Akihira (989–1066), japanischer Adeliger und Dichter
- Fujiwara no Akimitsu (944–1021), Beamter
- Fujiwara no Akisuke (1090–1155), japanischer Adeliger und Schriftsteller
- Fujiwara no Fuhito (659–720), mächtiges Mitglied des kaiserlichen Hofes in Japan während der Asuka- und Nara-Zeit
- Fujiwara no Fuyutsugu (775–826), japanischer Politiker
- Fujiwara no Hidesato, japanischer Samurai
- Fujiwara no Ietaka (1158–1237), japanischer Dichter
- Fujiwara no Kamatari (614–669), Gründer des Familienclans der Fujiwara in Japan
- Fujiwara no Kaneie (929–990), japanischer Hofadeliger und Regent
- Fujiwara no Kanemichi (925–977), japanischer Adeliger (kugyo) und Regent (Kampaku) der Heian-Zeit
- Fujiwara no Kanesuke (877–933), japanischer Waka-Dichter und Aristokrat der Heian-Zeit
- Fujiwara no Kintō (966–1041), japanischer Dichter und Aristokrat
- Fujiwara no Kiyokawa (716–778), japanischer Aristokrat
- Fujiwara no Kiyosuke (1104–1177), japanischer Waka-Dichter
- Fujiwara no Korechika (974–1010), japanischer Aristokrat
- Fujiwara no Michikane († 995), Angehöriger des Staatsrates zur Zeit des Kaisers Ichijō, für eine Woche Regent
- Fujiwara no Michinaga (966–1028), Fujiwara-Regent in Japan
- Fujiwara no Michinori († 1160), Ratgeber und Kanzler des japanischen Kaisers Nijō
- Fujiwara no Michitaka (953–995), japanischer Regent
- Fujiwara no Michitoshi (1047–1099), japanischer Aristokrat
- Fujiwara no Michitsuna no Haha († 995), japanische Lyrikerin und Tagebuchautorin
- Fujiwara no Moromichi (1062–1099), Regent für den japanischen Kaiser Horikawa
- Fujiwara no Morosuke (908–960), Gründer des Familienclans der Kujo
- Fujiwara no Morozane (1042–1101), japanischer Regent
- Fujiwara no Mototoshi (1060–1142), japanischer Lyriker
- Fujiwara no Mototsune (836–891), japanischer Hofadeliger, Regent für den minderjährigen Kaiser
- Fujiwara no Nagako, japanische Dichterin
- Fujiwara no Nakamaro (706–764), japanischer Politiker
- Fujiwara no Nobuzane (1177–1266), japanischer Hofmaler der Kamakura-Zeit
- Fujiwara no Okikaze, japanischer Waka-Dichter und Beamter im Ritsuryō
- Fujiwara no Sadaie (1162–1241), japanischer Dichter
- Fujiwara no Sadako (977–1001), japanische Kaisergemahlin
- Fujiwara no Sanekata († 999), japanischer Aristokrat und Dichter
- Fujiwara no Saneyori (900–970), Regent für den geisteskranken japanischen Kaiser Reizei und den minderjährigen En’yū
- Fujiwara no Sukemasa (944–998), japanischer Hofbeamter und Kalligraf der Heian-Zeit
- Fujiwara no Sumitomo († 941), japanischer Pirat
- Fujiwara no Tadahira (880–949), japanischer Kuge (Hofadeliger) und Regent unter Kaiser Suzaku, sowie Dichter
- Fujiwara no Tadamichi (1097–1164), japanischer Regent
- Fujiwara no Tameie (1198–1275), japanischer Dichter
- Fujiwara no Toshinari (1114–1204), japanischer Dichter
- Fujiwara no Umakai (694–737), japanischer Staatsmann, General und Dichter
- Fujiwara no Yorimichi (990–1074), japanischer Regent
- Fujiwara no Yorinaga (1120–1156), japanischer Politiker
- Fujiwara no Yoshifusa (804–872), japanischer Regent
- Fujiwara no Yukinari (972–1028), japanischer Hofbeamter und Kalligraf der Heian-Zeit
- Fujiwara, Arata (* 1981), japanischer Marathonläufer
- Fujiwara, Cocoa (1983–2015), japanische Mangaka
- Fujiwara, Fujifusa (* 1295), japanischer Adeliger
- Fujiwara, Ginjirō (1869–1960), japanischer Unternehmer und Politiker
- Fujiwara, Iwaichi (1908–1986), japanischer General, Generalleutnant der japanischen Bodenselbstverteidigungsstreitkräfte
- Fujiwara, Kei (1899–1983), japanischer Kunsthandwerker und lebender Nationalschatz
- Fujiwara, Kei (* 1957), japanische Regisseurin und Schauspielerin
- Fujiwara, Keiji (1964–2020), japanischer Synchronsprecher
- Fujiwara, Kensuke (* 2003), japanischer Fußballspieler
- Fujiwara, Kiyoto (* 1953), japanischer Jazzbassist
- Fujiwara, Kōtarō (* 1990), japanischer Fußballspieler
- Fujiwara, Makoto (1938–2019), japanischer Steinbildhauer
- Fujiwara, Masakazu (* 1981), japanischer Langstreckenläufer
- Fujiwara, Matsusaburō (1881–1946), japanischer Mathematiker
- Fujiwara, no Takanobu (1142–1205), japanischer Maler
- Fujiwara, Rika (* 1981), japanische Tennisspielerin
- Fujiwara, Seika (1561–1619), neokonfuzianischer Philosoph der Momoyama-Zeit
- Fujiwara, Shiryū (* 2000), japanischer Fußballspieler
- Fujiwara, Simon (* 1982), englischer Künstler
- Fujiwara, Sōtarō (* 1998), japanischer Judoka
- Fujiwara, Sōya (* 1995), japanischer Fußballspieler
- Fujiwara, Takuya (* 1992), japanischer Fußballspieler
- Fujiwara, Tatsuya (* 1982), japanischer SchauspielerTatsuya Fujiwara (* 1982)

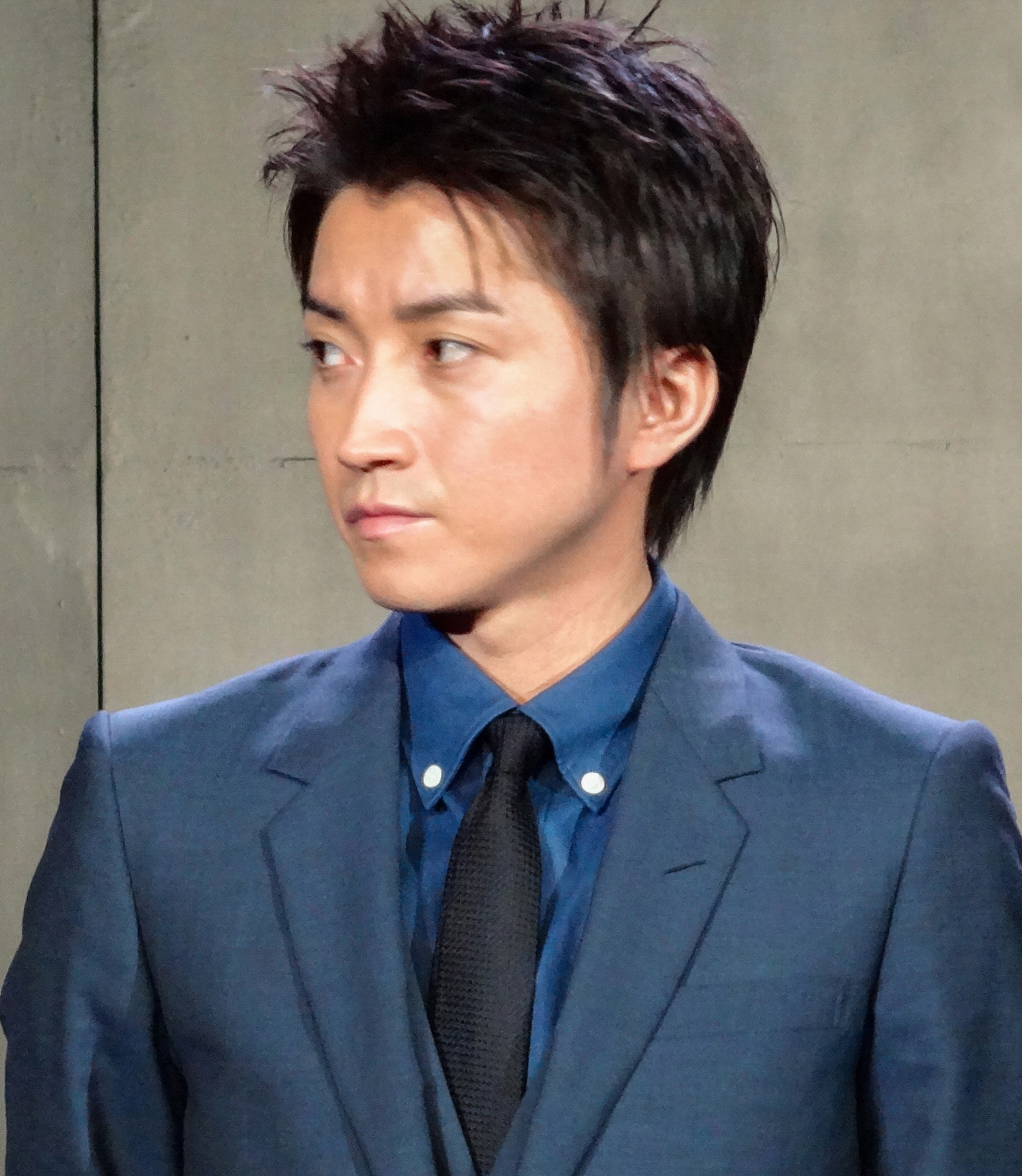
Tatsuya Fujiwara (* 1982)

- Fujiwara, Tetsurō, japanischer Mediziner
- Fujiwara, Tomas (* 1977), US-amerikanischer Jazzmusiker und Komponist
- Fujiwara, Yoshio, japanischer Fußballspieler
- Fujiwara, Yū (1932–2001), japanischer Kunsthandwerker und lebender Nationalschatz
- Fujiwara, Yūdai (* 2002), japanischer Fußballspieler
- Fujiwhara, Sakuhei (1884–1950), japanischer Meteorologe

#### Fujiy
- Fujiyama, Aiichirō (1897–1985), japanischer Geschäftsmann und Politiker
- Fujiyama, Kambi (1929–1990), japanischer Komödiant
- Fujiyama, Raita (1863–1938), japanischer Unternehmer und Gründer von Fujiyama Consulting
- Fujiyama, Ryūji (* 1973), japanischer Fußballspieler
- Fujiyama, Tomofumi (* 1994), japanischer Fußballspieler
- Fujiyama, Yūko (* 1954), japanische Jazzmusikerin
- Fujiyoshi, Kaijirō (* 1992), japanischer Fußballspieler
- Fujiyoshi, Shinji (* 1970), japanischer Fußballspieler